# Championnats de France d'athlétisme 1965
Navigation
Championnats 1964 Championnats 1966
Les Championnats de France d'athlétisme 1965 ont eu lieu du 23 au 25 juillet 1965 au Stade Yves-du-Manoir de Colombes. Les épreuves combinées se déroulent les 29 et 30 mai 1965 à Fontainebleau.

## Palmarès
| Discipline        | Hommes             | Hommes          | Femmes            | Femmes       |
| ----------------- | ------------------ | --------------- | ----------------- | ------------ |
| 100 m             | Roger Bambuck      | 10 s 4          | Gabrielle Meyer   | 11 s 8       |
| 200 m             | Roger Bambuck      | 20 s 6          | Gabrielle Meyer   | 24 s 5       |
| 400 m             | Michel Samper      | 46 s 9          | Monique Noirot    | 55 s 5       |
| 800 m             | Maurice Lurot      | 1 min 48 s 1    | Evelyne Lebret    | 2 min 12 s 4 |
| 1 500 m           | Jean Wadoux        | 3 min 42 s 1    | -                 | -            |
| 5 000 m           | Guy Texereau       | 14 min 00 s 6   | -                 | -            |
| 20 km marche      | Henri Delerue      | 1 h 35 min 51 s | -                 | -            |
| 80 m haies        | -                  | -               | Denise Guénard    | 11 s 0       |
| 110 m haies       | Marcel Duriez      | 14 s 0          | -                 | -            |
| 400 m haies       | Robert Poirier     | 50 s 9          | -                 | -            |
| 3 000 m steeple   | Guy Texereau       | 8 min 55 s 6    | -                 | -            |
| Saut en longueur  | Jean Cochard       | 7,71 m          | Denise Guénard    | 5,94 m       |
| Triple saut       | Eric Battista      | 15,91 m         | -                 | -            |
| Saut en hauteur   | Robert Sainte-Rose | 2,12 m          | Geneviève Laureau | 1,64 m       |
| Saut à la perche  | Hervé d'Encausse   | 4,55 m          | -                 | -            |
| Lancer du poids   | Pierre Colnard     | 17,33 m         | Christiane Nuss   | 14,13 m      |
| Lancer du disque  | Pierre Alard       | 54,68 m         | Marthe Bretelle   | 47,52 m      |
| Lancer du marteau | Guy Husson         | 64,12 m         | -                 | -            |
| Lancer du javelot | Michel Macquet     | 79,68 m         | Michèle Demys     | 50,62 m      |
| Décathlon         | René-Jean Monneret | 6 965 pts       | -                 | -            |
| Pentathlon        | -                  | -               | Denise Guénard    | 4 568 pts    |